# 공습경보

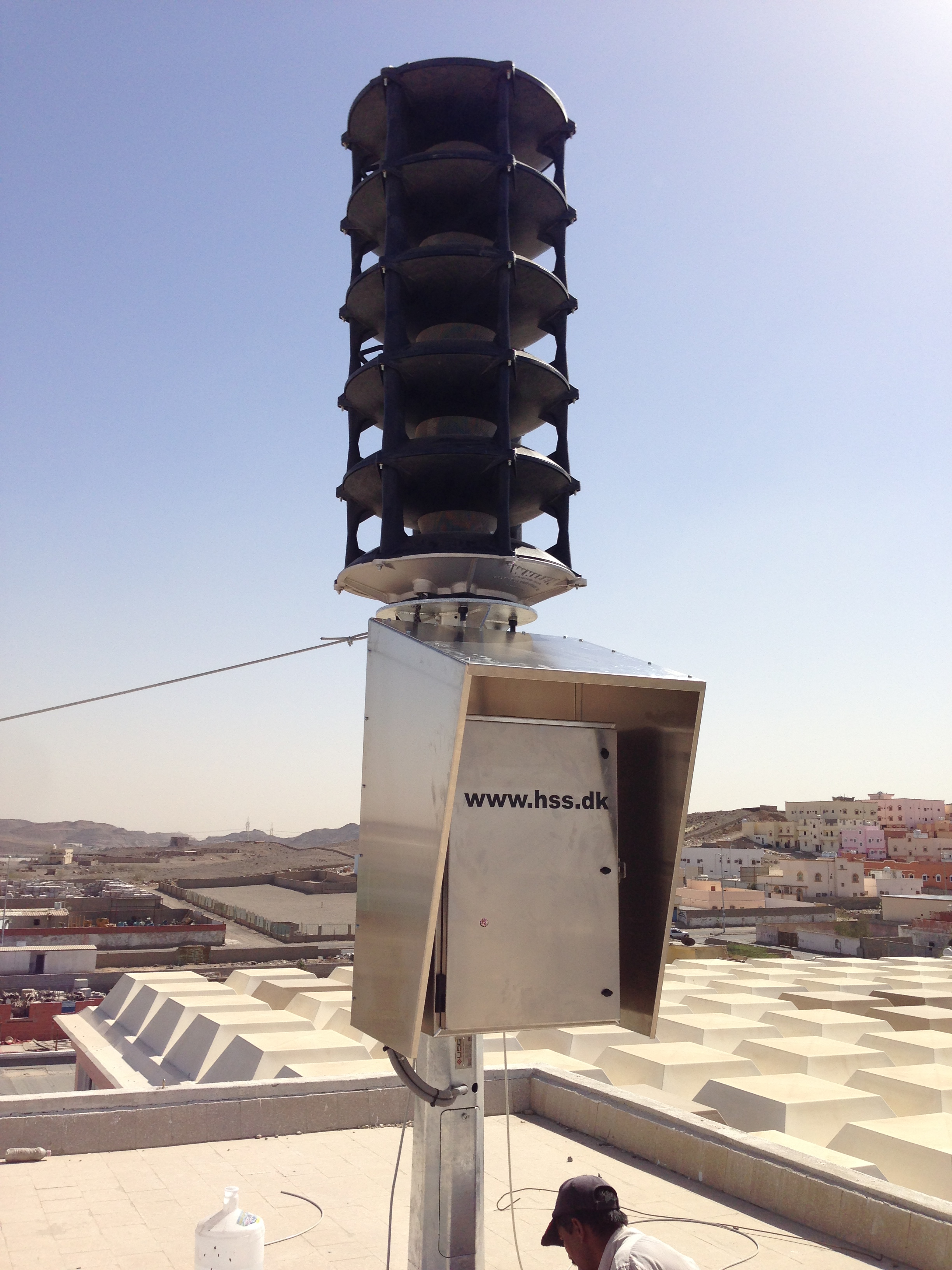
TWS 295 사이렌, HSS 엔지니어링 사이렌 경고 시스템

공습경보(空襲警報), 방공경보, 민방위 사이렌(civil defense siren)은 일반 대중에게 위험이 다가오고 있음을 경고하기 위해 사용되는 사이렌이다. 처음에는 제2차 세계 대전 중 도시 거주자들에게 공습을 경고하기 위해 설계되었지만 나중에는 핵 공격과 토네이도와 같은 자연재해를 경고하는 데 사용되었다. 사이렌의 일반화된 특성으로 인해 많은 사이렌이 방송 기반 긴급 경보 체계, 셀 브로드캐스트 기반 무선 비상 경보 및 EU-Alert 모바일 기술과 같은 보다 구체적인 경고로 대체되었다.
다양한 톤이나 사운드의 바이너리 패턴을 사용하여 다양한 경고 조건을 호출할 수 있다. 전자 사이렌은 경고음 신호 외에 음성 안내도 전송할 수 있다. 사이렌 시스템은 전자적으로 제어되고 다른 경고 시스템에 통합될 수 있다.

## 같이 보기
- 긴급 경보 체계
- 화재 경보 시스템
- 음향 대포